# رقیه نعمتی
رقیه نعمتی بازیکن والیبال نشسته اهل ایران است.

## افتخارات
- نشان نقره‌ی بازی‌های پاراآسیایی ۲۰۱۴ به میزبانی اینچئون، کره جنوبی[۱][۲][۳]